# Laguna Langui Layo
Der See Laguna Langui Layo ist ein See im peruanischen Andenhochland, 130 km südöstlich der Stadt Cusco. Etwa 20 km nördlich des Sees befindet sich die Provinzhauptstadt Sicuani. Der See befindet sich vermutlich in einem Grabenbruch.
Der See liegt in den Distrikten Layo und Langui der Provinz Canas. Die Ortschaft Layo liegt am nordöstlichen Seeufer, die Ortschaft Langui am nordwestlichen Seeende. Der Río Hercca entwässert den See an dessen nordwestlichen Ende zum Río Vilcanota, dem Oberlauf des Río Urubamba. Seit 2002 befindet sich am Abfluss ein Wehr.
Der auf einer Höhe von 3955 m gelegene See hat eine Fläche von 55,3 km². Die Längsausdehnung in WNW-OSO-Richtung beträgt 15,7 km, die durchschnittliche Breite 4,3 km.

## Ökologie
Am Ufer wächst Totora-Schilf. Im See kommt der Schmerlenwels Trichomycterus rivulatus und der Agassiz-Andenkärpfling (Orestias agassizii) vor. Zu den Vögeln am See zählen Möwen sowie Entenvögel wie die Andengans (Chloephaga melanoptera).